# Puzur-Aššur III.
Puzur-Aššur III. (akkadsky Tajemství [boha] Aššúra) byl asyrský král, který vládl zhruba v letech 1521–1497 př. n. l. Podle asyrského seznamu králů to byl syn a nástupce Aššur-nirári I. a vládl 24 let. Je také uváděn jako současník babylonského krále Burna-buriaše I., se kterým uzavřel dohodu o hranicích mezi oběma říšemi. V Aššuru bylo nalezeno několik jeho nápisů na budovách. Podle nich přestavěl část chrámu bohyně Ištar v hlavním městě a nechal vystavět jižní části městských hradeb.